# マフラク
マフラク（アル＝マフラク、المفرق, Mafraq, Al-Mafraq）はヨルダン北西部の都市でマフラク県の県都。首都アンマンの北方のシリア・ヨルダン国境近くにあり、北のシリア方面への道と東のイラク方面への道が分かれている。
2000年の人口は58,954人。